# Naissance en 1274
Naissance
- 1270
- 1271
- 1272
- 1273
- 1274
- 1275
- 1276
- 1277
- 1278

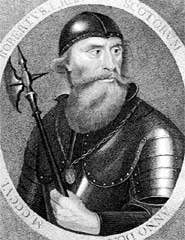
Robert Ier Bruce, né en 1274.

Cette page dresse une liste de personnalités nées au cours de l'année 1274 :
- 9 février : Louis d'Anjou, évêque de Toulouse.
- 11 juillet : Robert Ier Bruce, roi d'Écosse[1].

- Al-Dhahabi, savant du hadith et un historien musulman.
- Catherine de Courtenay, impératrice titulaire de Constantinople.
- Éric VI de Danemark, ou Éric VI Menved, roi du Danemark.
- Hkun Law, deuxième souverain du Royaume d'Hanthawaddy, en Basse-Birmanie.
- Ibn al-Yayyab, poète de l'époque nasride.
- Rodolphe Ier du Palatinat, Duc de Haute Bavière et comte palatin du Rhin.
- Seisetsu Shōchō, missionnaire bouddhiste chinois actif au Japon.
- Yolande de Montferrat, héritière du margraviat de Montferrat, impératrice byzantine.

## Crédit d'auteurs
- Cet article est partiellement ou en totalité issu de l'article intitulé « 1274 » (voir la liste des auteurs).